# Jurij Jacev
Jurij Vasil'evič Jacev (in russo Юрий Васильевич Яцев?; 2 marzo 1979) è un ex pallanuotista russo, vincitore di una medaglia d'argento alle olimpiadi di Sydney del 2000.